# Валентин Холмогоров
Валентин Холмогоров (настоящее имя Павел Андреевич Шалин; 5 июля 1977, Ленинград, СССР) — российский писатель, журналист, публицист, сатирик, редактор нескольких интернет-проектов.

## Биография
Родился 5 июля 1977 года в Ленинграде. В 1999 году окончил Санкт-Петербургский Государственный Университет телекоммуникаций им. проф. М. А. Бонч-Бруевича, факультет Технологий средств связи и биомедицинской электроники. В средствах массовой информации начал публиковаться с 1994 года, в 1997—1999 работал заместителем Главного редактора журнала «Магия ПК» (издательство «Технопресс»). С 2001 года занимается преподавательской деятельностью в сотрудничестве с негосударственным образовательным учреждением «Санкт-Петербургская Академия Экономики Философии и Права», где был назначен на должность профессора, в 2002 году получил степень доктора философии (Ph.D). Является автором нескольких десятков технических книг, посвященных компьютерным технологиям, а также целого ряда литературных художественных произведений. Принимал участие в написании сценариев для комедийных телепрограмм творческого объединения «Маски». В настоящий момент проживает в Санкт-Петербурге. В период с 2011 по 2019 год работал в компании «Доктор Веб». С 2019 года — редактор рубрики «Взлом» журнала «Хакер», c 2021 года — Ведущий редактор журнала «Хакер». Женат, воспитывает сына и дочь.

### Художественные произведения
- Роман «Хакеры.RU», Москва, Хакер, 2025
- Роман «Очаг», Москва, АСТ, 2018 (в соавторстве с Сергеем Лукьяненко)
- Роман «Разлом», Москва, АСТ, 2017 (в соавторстве с Михаилом Тыриным)
- Роман «Крылья», Москва, АСТ, 2016
- Роман «Бумажное небо», Санкт-Петербург, Страта, 2016
- Роман «Проклятие Галактики», Санкт-Петербург, Астрель-СПб, 2013
- Роман «Хроники Аскета. Третья сила» (в соавторстве с Романом Артемьевым), Москва, Армада, 2010
- Роман «Чужие Миражи» (Сборник «Призрачные миражи» в соавторстве с Константином Роговым, Москва, АСТ, 2001)

### Электронные публикации
- Роман «Хроники Аскета. Исход» (в соавторстве с Романом Артемьевым), Author.Today, 2022
- Роман «Грат», Author.Today, 2024

### Учебники
1. 2001 — «Основы Web-мастерства». Учебный курс. СПб, «Питер»[3]
2. 2001 — «Интернет-маркетинг». Краткий курс. СПб, «Питер»
3. 2001 — «Windows XP». Самоучитель. СПб, «Питер»
4. 2002 — «Интернет». Энциклопедия, 3-е издание (в соавторстве с Ю. Солоницыным). СПб, «Питер»
5. 2002 — «Интернет-маркетинг». Краткий курс. 2-е издание. СПб, «Питер»
6. 2002 — «Энциклопедия Windows XP» (под именем Павел Шалин). СПб, «Питер»
7. 2002 — «Самоучитель Windows XP». 2-е издание. СПб, «Питер»
8. 2003 — «Основы веб-мастерства». Второе издание. СПб, «Питер»
9. 2003 — «Реестр Windows XP». (под именем Павел Шалин). СПб, «Питер»[4]
10. 2003 — «Компьютерная сеть своими руками». СПб, «Питер»
11. 2003 — «Самое главное о… Работа на компьютере». СПб, «Питер»
12. 2004 — «Самое главное о Windows XP». СПб, «Питер»
13. 2004 — «Занимательный компьютер». Самоучитель. СПб, «Питер»
14. 2004 — «Занимательный самоучитель работы на ПК». СПб, «Питер»
15. 2005 — «Карманные персональные компьютеры Pocket PC». Москва, «АСТ»
16. 2005 — «Персональный компьютер: с чего начать?» СПб, «Позитив»
17. 2005 — «Самое главное о… Установка и настройка Windows XP». СПб, «Питер»
18. 2006 — «Тонкая настройка Windows XP». СПб, «Питер»
19. 2006 — «Поиск в Интернете и сервисы Яндекс». СПб, «Питер»
20. 2006 — «Карманные компьютеры Pocket PC — покупай с умом!» Москва, «АСТ»
21. 2006 — «Windows XP. Лушний самоучитель». Москва, «Олма-Пресс»
22. 2006 — «Персональный компьютер. Лучший самоучитель». Москва, «Олма-Пресс»
23. 2007 — «Adobe Photoshop CS2. Лучший самоучитель». Москва, «Олма-Пресс»
24. 2007 — «Начали! Windows Vista». СПб, «Питер»
25. 2007 — «Установка и настройка Windows Vista». Начали! СПб, «Питер»
26. 2007 — «Самоучитель работы на ПК». Москва, «Гелеос»
27. 2007 — «Работа на компьютере. Начали!» СПб, «Питер»
28. 2008 — «Энциклопедия персонального компьютера». Украина, Харьков, Книжный Клуб «Клуб семейного досуга»
29. 2008 — «Быстрая компьютерная помощь». Украина, Харьков, Книжный Клуб «Клуб семейного досуга»
30. 2009 — «Секреты работы в Windows». Украина, Харьков, Книжный Клуб «Клуб семейного досуга»
31. 2012 — «Социальные сети. Добавь Интернет в друзья». Украина, Харьков, Книжный Клуб «Клуб семейного досуга»
32. 2012 — «Похалявим в Интернете. Акции, купоны, скидки, антивирусы и другие „заманухи“». Украина, Харьков, Книжный Клуб «Клуб семейного досуга»
33. 2015 — «Осваиваем компьютер, ноутбук, планшет, смартфон». Украина, Харьков, Книжный Клуб «Клуб семейного досуга»
34. 2015 — «PRO Вирусы». СПб, «Страта»
35. 2016 — «Просто Копирайтинг». СПб, «Страта»
36. 2017 — «PRO Вирусы. 2-е издание». СПб, «Страта»
37. 2018 — «PRO Вирусы. 3-е издание». СПб, «Страта»
38. 2020 — «3D-печать с нуля». СПб, «БХВ» (в соавторстве с Дмитрием Горьковым)
39. 2020 — «PRO Вирусы. 4-е издание». СПб, «Страта»
40. 2021 — «Восстановление данных. Практическое руководство. 2-е изд.». СПб, «БХВ» (в соавторстве с Ксенией Кириловой, Крисом Касперски)
41. 2022  — «Термоядерный контент. Практическое руководство по созданию текстов для SMM». СПб, «БХВ»
42. 2024  — «Интернет-магазин без программирования». СПб, «БХВ» (В соавторстве с Владимиром Молочковым)